# سد بوكردان (المغرب)
سد بوكردان هو أحد السدود المائية على نهر بوكردان شمال المملكة المغربية. يتواجد سد بوكردان جنوبي مدينة فاس بإقليم بولمان و يضم حقينة مائية ب 440.000 متر مكعب.